# 旺阿兹莎
拿督斯里旺阿兹莎·旺依斯迈（1952年12月3日—），華人昵称她為旺姐，是馬來西亞醫生及政治人物，安华·依布拉欣之妻，現任马来西亚首相夫人、希望联盟共同主席及班登国会议员。她曾於2008年4-7月、2015-2018年兩次擔任国会反对党领袖。2018-2020年，她出任第十二任马来西亚副首相，亦是马来西亚历史上第一位女性副首相。

## 早期生活
旺阿兹莎于1952年出生于英属新加坡竹脚婦幼医院。中学时期于亚罗士打的圣尼可拉斯中学就读，之后在芙蓉市的东姑古昔亚学院进修，后前往爱尔兰皇家外科医学院学习医科，并于毕业时，因成绩优异而获得爱尔兰皇家外科医学院颁发妇产科荣誉金牌，后继续进修成为眼科医生。她归国后在政府医院当中专任眼科服务了14年，直到她的丈夫安华在1993年成为马来西亚第七任副首相之后，转而专注在志愿服务当中。

## 政治生涯

### 创党
1998年9月28日，旺阿兹莎及丈夫安华支持者领导“社会公正组织”，之后创立了国民公正党及被推选成为主席。
2003年8月3日，她领导的国民公正党与马来西亚人民党合并，成为现在的人民公正党。

### 国会议员
在公正党成立之后，参与了1999年全国大选，夺下了5个国会议席，当中包括她丈夫的峇东埔国席。之后在2004年大选以微差的多数票保住此议席。

### 2008年大选
2008年3月8日第十二届全国大选，旺阿兹莎以13388多数票再次守住了她的议席。之后公正党和民主行动党及回教党合作成立人民联盟，由于公正党在非国阵阵营里夺下最多议席，她被推选为国会反对党领袖。到7月31日，在其丈夫安华的参选资格恢复后，她即辞去国会议员一职而启动补选，安华随即在8月的补选中胜出重回国会，成为国会反对党领袖。

### 2014年加影补选及雪州大臣风波
2014年1月27日，公正党籍的原雪兰莪加影州议员李景杰辞职，为安华进入雪州议会出任州务大臣做准备，然而，上诉法院在临近补选时就安华鸡奸案做出裁决，推翻吉隆坡高庭的无罪裁定，改判罪名成立，监禁五年，唯向联邦法院上诉期间仍可保外候审。由于丈夫顿时失去参选资格，旺阿兹莎于是在3月9日以公正党主席的身份再次获党提名参选，3月23日，旺阿兹莎以16741票击败国阵候选人周美芬，成功守住加影区州议席。当选为加影州议员。
然而，这时原任雪兰莪州务大臣卡立依布拉欣拒绝交棒，加上伊斯兰党长老会及雪州苏丹表态不支持旺阿兹莎出任州务大臣，使公正党原先撤换雪兰莪州务大臣的计划被打乱，虽然旺阿兹莎最后获得民主行动党、公正党及部分伊斯兰党州议员支持，使卡立失去多数信任，但在苏丹仍然拖延的情况下，民联三党最后妥协，改由各方均能接受的公正党署理主席阿兹敏阿里于9月23日接任州务大臣一职。

### 2015年峇东埔补选
2015年2月10月，安华向联邦法院的上诉失败，需即时入狱五年；3月16日，宽赦局驳回宽赦申请，安华正式失去国会议员资格，于是，旺阿兹莎再次代替丈夫参加巴东埔国会选区补选，在5月8日的投票日胜出，重新回到国会，并于5月17日在国会宣誓，接替其丈夫的国会反对党领袖职务。

### 26亿令吉案
2015年7月3日，随着《华尔街日报》踢爆7亿美元（26亿令吉）相信汇入时任马来西亚首相纳吉·阿都拉萨的私人户口后，旺阿兹莎促请纳吉需解释《华尔街日报》的报道，同时必须申报个人财产。她说，首相没有任何选择，而且不能推搪：“他应该立即针对这些指控作出回应。”

### 2018年大选
2018年5月9日第十四届大选时，旺阿兹莎转移至吉隆坡班登国会选区上阵并当选。在这次大选中，旺阿兹莎所领导的公正党联合民主行动党、土著团结党、国家诚信党、所组成的希望联盟加上沙巴民族复兴党等一举夺得联邦及9个州的执政权，实现马来西亚史上首次政党轮替。

### 副首相
2018年5月10日，土著团结党总裁马哈迪·莫哈末宣誓成为第七任首相，旺阿兹莎则被提名为副首相兼妇女及社会福利部长，并在5月21日正式宣誓就职，成为马来西亚史上第一位女副首相。
丈夫安华也在同年5月15日获得最高元首全面特赦而恢复清白身，并在8月5日党选时由妻子提名下不战而胜成为下一届党主席，再于10月13日经波德申补选重新回到国会。旺阿兹莎也在11月18日正式卸下公正党全国主席一职，转任公正党顾问。

## 争议

### 获“母仪天下”牌匾引争议
“2019己亥年无拉港新春大团拜”于2019年2月22日在无拉港新村举行，由无拉港华团联合会、无拉港客家公会、无拉港惠州会馆，及乌冷惠州会馆主办，由万宜、乌冷及无拉港约45个华、巫、印裔社团联办。大会在晚宴上颁发“母仪天下”牌匾给旺阿兹莎，这4个字却引起许多网民热议。此事在面子书中延烧，不少网友恶评连连，认为“母仪天下”不适合用在旺阿兹莎身上，认为“母仪天下”只适合用在皇后、国母或元首后等，不宜用在副首相身上。
对于网友负评，无拉港华团联合会会长兼大会主席叶伟良接受《中国报》记者电访时说，每个人感受不一样，别人的评论有他们的道理，他不欲置评。他说，颁发“母仪天下”给旺阿兹莎，主要对她的人生遭遇，给予高度评价。

## 荣誉
- 檳城
  -  槟城护国领袖勋章（DPPN）—拿督斯里（2008）[註 1]

## 轶事
旺阿兹莎的名字与已故巨星比·南利的名曲《Azizah》同名。安华也经常在公共场合演唱这首歌。

## 选举成绩
| 年份 | 选区                 | 候选人 | 候选人             | 得票数 | 得票率 | 竞选对手                   | 竞选对手                   | 得票数 | 得票率 | 总票数 | 多数票 | 投票率 |
| ---- | -------------------- | ------ | ------------------ | ------ | ------ | -------------------------- | -------------------------- | ------ | ------ | ------ | ------ | ------ |
| 1999 | 檳城 P044 峇东埔     |        | 旺阿兹莎（公正党） | 23,820 | 61.77% |                            | 依布拉欣沙益（巫统）       | 14,743 | 38.23% | 39,210 | 9,077  | 78.95% |
| 2004 | 檳城 P044 峇东埔     |        | 旺阿兹莎（公正党） | 21,737 | 50.47% |                            | 菲道斯依斯迈（巫统）       | 21,147 | 49.1%  | 43,734 | 590    | 80.93% |
| 2008 | 檳城 P044 峇东埔     |        | 旺阿兹莎（公正党） | 30,338 | 64.1%  |                            | 菲道斯依斯迈（巫统）       | 16,950 | 35.81% | 47,442 | 13,388 | 81.17% |
| 2015 | 檳城 P044 峇东埔     |        | 旺阿兹莎（公正党） | 30,316 | 57.09% |                            | 苏海米沙布丁（巫统）       | 21,475 | 40.44% | 53,102 | 8,841  | 74.53% |
| 2018 | 雪蘭莪 P102 班登     |        | 旺阿兹莎（公正党） | 64,733 | 75.47% |                            | 梁国伟（马华公会）         | 12,190 | 14.21% | 85,774 | 52,543 | 84.66% |
| 2018 | 雪蘭莪 P102 班登     |        | 旺阿兹莎（公正党） | 64,733 | 75.47% | 莫哈末苏克里（伊党）       | 8,335                      | 9.72%  |        | 85,774 | 52,543 | 84.66% |
| 2018 | 雪蘭莪 P102 班登     |        | 旺阿兹莎（公正党） | 64,733 | 75.47% | 李映霞（人民党）           | 442                        | 0.52%  |        | 85,774 | 52,543 | 84.66% |
| 2018 | 雪蘭莪 P102 班登     |        | 旺阿兹莎（公正党） | 64,733 | 75.47% | 旺莫哈末阿兹里（独立人士） | 73                         | 0.09%  |        | 85,774 | 52,543 | 84.66% |
| 2022 | 吉隆坡 P124 敦拉萨镇 |        | 旺阿兹莎（公正党） | 43,476 | 46.74% |                            | 卡玛鲁丁查化（土著团结党） | 33,659 | 36.18% | 93,021 | 9,817  | 78.74% |
| 2022 | 吉隆坡 P124 敦拉萨镇 |        | 旺阿兹莎（公正党） | 43,476 | 46.74% | 丘应权（马华公会）         | 15,886                     | 17.08% |        | 93,021 | 9,817  | 78.74% |

| 年份 | 选区     | 候选人 | 候选人             | 得票数 | 得票率 | 竞选对手 | 竞选对手           | 得票数 | 得票率 | 总票数 | 多数票 | 投票率 |
| ---- | -------- | ------ | ------------------ | ------ | ------ | -------- | ------------------ | ------ | ------ | ------ | ------ | ------ |
| 2014 | N25 加影 |        | 旺阿兹莎（公正党） | 16,741 | 59.6%  |          | 周美芬（马华公会） | 11,362 | 40.4%  | 28,314 | 5,379  | 72%    |